# Grigori Oparine
Grigori Alekseïevitch Oparine est un joueur d'échecs russe né le 1er juillet 1997 à Munich.
Au 1er juillet 2021, il est le 20e joueur  russe et le 90e joueur mondial avec un classement Elo de 2 654 points.

## Biographie et carrière
Grand maître international depuis 2013, il a remporté
- le tournoi de Trieste en septembre 2013 ;
- le championnat de Russie junior en 2014 (ex æquo avec Ivan Boukavchine) ;
- à Kolomna,  le tournoi de sélection (la « ligue supérieure ») pour la super-finale du championnat de Russie d'échecs 2016, avec 6,5 points sur 9[2].

Lors de la Coupe du monde d'échecs 2021, il bat le Sri-Lankais Ranindu Dilshan Liyanage au premier tour, puis il bat le Roumain Bogdan-Daniel Deac au deuxième tour et perd au troisième tour face au Russe Sergueï Kariakine.
En 2022, Grigoriy Oparin quitte la fédération russe pour la fédération américaine.